# Allochalcis inermis
Allochalcis inermis är en stekelart som först beskrevs av Jean-Jacques Kieffer 1905.  Allochalcis inermis ingår i släktet Allochalcis och familjen bredlårsteklar. Inga underarter finns listade i Catalogue of Life.